# Gmina Toszek
Gmina Toszek là một gmina thành thị-nông thôn (quận hành chính) ở huyện Gliwice, Silesian Voivodeship, ở miền nam Ba Lan. Khu vực hành chính của nó là thị trấn Toszek, nằm cách Gliwice khoảng 22 kilômét (14 mi) về phía tây bắc và cách thủ đô khu vực Katowice 41 km (25 mi) về phía tây bắc.
Gmina có diện tích 98,53 kilômét vuông (38,0 dặm vuông Anh), và tính đến năm 2006, tổng dân số của nó là 10.204 người (trong đó dân số Toszek lên tới 3.822 người, và dân số của vùng nông thôn của gmina là 6.382 người).

## Làng
Ngoài thị trấn Toszek, Gmina Toszek bao gồm các làng và các khu định cư như Bliziec, Boguszyce, Brzezina, Ciochowice, Grabina, Grabow, Kopanina, Kotliszowice, Kotulin, Kotulin Maly, Łączki, Las, Laura, Ligota Toszecka, Naklo, Paczyna, Paczynka, Pawłowice, Pisarzowice, Płużniczka, Pniów, Proboszczowice, Sarnów, Skały, Srocza Góra, Szklarnia, Wilkowiczki, Wrzosy và Zalesie.

## Gminas lân cận
Gmina Toszek giáp với thị trấn Pyskowice và các gmina khác như Bierawa, Rudziniec, Strzelce Opolskie, Ujazd, Wielowieś và Zbrosławice.